# Agamemnons dødsmaske
Agamemnons dødsmaske er en maske i guld fundet i Mykene af Heinrich Schliemann i 1876, som troede det var Agamemnons dødsmaske. Men som i virkeligheden stammer fra 16. århundrede f.Kr.. Masken kan ses på Nationalarkæologisk Museum i Athen.